# Nuta pedałowa
Nuta pedałowa, nuta stała – jedna, długo trwająca lub powtarzana nuta, stanowiąca podstawę basową całej frazy lub kilku taktów, często przy zakończeniu utworu, a nawet większego odcinka czy całego utworu. Stosowana często przez Johanna Sebastiana Bacha przy ostatnim przeprowadzeniu w fudze. Określenie pedałowa pochodzi od sposobu wydobywania na organach – poprzez naciskanie klawisza klawiatury pedałowej.

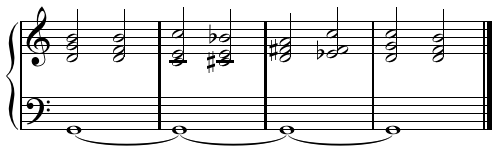
Nuta pedałowa (G wielkie) w basie

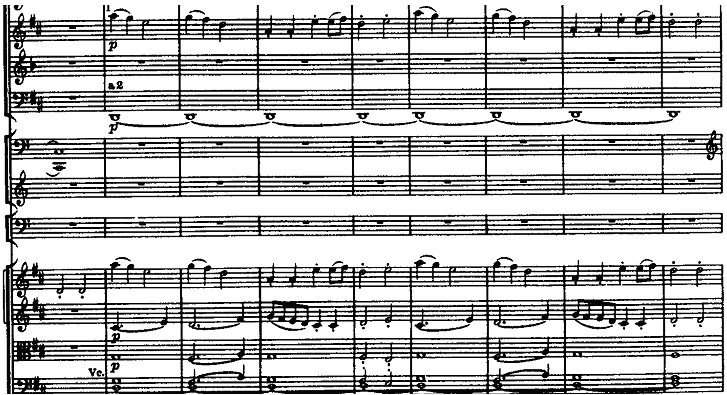
Nuty pedałowe występują często w muzyce organowej – na ilustracji kompozycja Haydna